# Befreiung vom Nationalsozialismus
Als Befreiung vom Nationalsozialismus wird in Deutschland und Österreich die Beseitigung der nationalsozialistischen Herrschaft durch die bedingungslose Kapitulation der Wehrmacht im Zweiten Weltkrieg im Jahr 1945 bezeichnet. Der Begriff betont den Teilaspekt des Endes der nationalsozialistischen Diktatur. In der unmittelbaren Nachkriegszeit in Deutschland wurden dagegen überwiegend die Begriffe „Zusammenbruch“ oder „Stunde Null“ verwendet, die eher materielle Not, Zerstörungen, Demontagen, Flucht und Vertreibung sowie den Aspekt des Neuanfangs betonen. In der Geschichtswissenschaft wird hervorgehoben, dass das Kriegsende damals für die meisten Deutschen eine Niederlage bedeutete.
In der DDR wurde die Befreiung des deutschen Volkes vom Hitlerfaschismus in Erinnerung an den 8. Mai 1945 als Tag der Befreiung gefeiert. Von 1950 bis 1966 und 1985 war dieser Tag ein gesetzlicher Feiertag.

## Bedeutungsentwicklung
In einer Rede zum Ende des Zweiten Weltkriegs sagte Bundespräsident Walter Scheel im Jahr 1975: „Wir wurden von einem furchtbaren Joch befreit, von Krieg, Mord, Knechtschaft und Barbarei. […] Aber wir vergessen nicht, dass diese Befreiung von außen kam.“ Seit der Rede von Bundespräsident Richard Weizsäcker Zum 40. Jahrestag der Beendigung des Krieges in Europa und der nationalsozialistischen Gewaltherrschaft anlässlich des 40. Jahrestages des Kriegsendes in Europa am 8. Mai 1985 wurden nicht mehr die in der frühen Nachkriegszeit für dieses Ereignis teilweise verwendeten Begriffe „Kapitulation“ oder „Niederlage“, sondern die Beendigung der Diktatur in den Mittelpunkt gestellt. Von Weizsäcker wies in seiner Rede auch auf die Zwiespältigkeit des Jahrestages hin:

„Wir Deutschen begehen den Tag unter uns, und das ist notwendig. […] Wir brauchen und wir haben die Kraft, der Wahrheit, so gut wir es können, ins Auge zu sehen, ohne Beschönigung und ohne Einseitigkeit. […] Der 8. Mai ist für uns Deutsche kein Tag zum Feiern. Die Menschen, die ihn bewußt erlebt haben, denken an ganz persönliche und damit ganz unterschiedliche Erfahrungen zurück. Der eine kehrte heim, der andere wurde heimatlos. Dieser wurde befreit, für jenen begann die Gefangenschaft.“

Während der 8. Mai in der unmittelbaren Nachkriegszeit als Zusammenbruch oder Stunde Null beschrieben wurde, gehört heute zum politischen Konsens, im 8. Mai 1945 vor allem einen Tag der Befreiung zu sehen: „Niemand bestreitet heute mehr ernsthaft, dass der 8. Mai 1945 ein Tag der Befreiung gewesen ist – der Befreiung von nationalsozialistischer Herrschaft, von Völkermord und dem Grauen des Krieges“, betonte der Bundeskanzler des wiedervereinigten Deutschlands, Gerhard Schröder, am 8. Mai 2000.

„Heute ist der 8. Mai als Gedenktag für das Selbstverständnis der Republik nicht mehr wegzudenken […]. Zwar wurde auch noch in den 1990er-Jahren vor allem von rechtsextremen Kreisen immer wieder versucht, den 8. Mai erinnerungspolitisch zu besetzen und den Aspekt der Niederlage an Stelle der Befreiung zu setzen. Durchsetzen konnten sich diese Bestrebungen aber nicht.“

In Deutschland gehört der Begriff Befreiung vom Nationalsozialismus seither zum Kern der nationalen Erinnerungskultur.

## Geschichtswissenschaftlicher Diskurs
In der Geschichtswissenschaft wird darauf hingewiesen, dass die Massenvergewaltigungen durch Soldaten der Roten Armee, der Hunger und die neue Unterdrückung in der sowjetischen Besatzungszone das Ende des NS-Regimes und des Krieges nicht als Befreiung empfinden ließen. Der Berliner Historiker Henning Köhler verweist darauf, dass es gar nicht das Ziel der Siegermächte gewesen sei, Deutschland zu befreien. Die deutsche Bevölkerung habe allenfalls „Erleichterung“ über das Ende des Kriegs empfunden, das „keine Befreiung“ gewesen sei, sondern „die umfassendste Niederlage, das größte Debakel der deutschen Geschichte“. Auch der Historiker Hans-Ulrich Wehler hält es für verständlich, „daß die Niederlage mit ihren Folgen aus der Sicht der meisten deutschen Zeitgenossen als deprimierende Katastrophe empfunden wurde“, betont aber gleichzeitig, es sei „unleugbar“, dass „der Mai 1945 eine Befreiung von der nationalsozialistischen Diktatur bedeutete“. Der Leiter der Gedenkstätte Berlin-Hohenschönhausen Hubertus Knabe mahnt, zwischen Ost- und Westdeutschland zu unterscheiden, da die Bürger der DDR erst ab 1989 die Chance erhalten hätten, eine Demokratie aufzubauen. Josef Stalin habe zwar entscheidend zur Niederlage des Nationalsozialismus beigetragen, den Sieg aber dazu benutzt, seine eigene Diktatur zu stärken. Der britische Historiker Richard J. Evans kommt zu dem Ergebnis, dass das Kriegsende 1945 nur von heute aus betrachtet wie eine Befreiung wirke: Für die überwältigende Mehrheit der Deutschen sei es eine eindeutige Niederlage gewesen, die sich als ein mehrmonatiger Prozess vergleichsweise langsam vollzogen habe.

## Sowjetunion
In der Sowjetunion wurde der Sieg über Nazideutschland zur Begründung eines imperialen Mythos von Russland als Befreier der Menschheit benutzt. Der Sieg wurde mit früheren historischen Ereignissen, mit der Schlacht auf dem Kulikowo Pole und dem Russlandfeldzug 1812, verknüpft, in denen Europa durch das selbstlose russische Opfer gerettet worden sei. Zur Konstruktion dieses messianischen Mythos wurden die riesigen sowjetischen Kriegsopfer instrumentalisiert, die nicht als Zeugnis für die sowjetische Ineffizienz und Missachtung für Menschenleben, sondern als Beweis für Russlands Opfer für die Rettung der Menschheit ausgelegt wurden.

## DDR
Der untrennbare Zusammenhang zwischen der Befreiung durch die Sowjetarmee und der Gründung der DDR war ein Grundpfeiler der Ideologie des ostdeutschen Staates. Die Anerkennung der entscheidenden Rolle der Sowjetunion beim Sieg über Deutschland und ihre Rolle als Befreier hatten einen hohen Stellenwert in den Beziehungen zwischen den Ostblockstaaten im Warschauer Pakt und der Sowjetunion. Die Propaganda und Geschichtsschreibung der DDR verfochten im völligen Gleichklang die sowjetische Version des Kriegsendes. In seiner ersten Kriegsrede vom 3. Juli 1941 hatte Josef Stalin vorausgesagt, der Krieg werde zu einem „Befreiungskrieg“, der mit dem Kampf der Völker Europas und Amerikas verschmelzen werde. Eines der Hauptthemen der sowjetischen Propaganda um die Soldaten zum Kampf zu motivieren war die Mission der Befreiung Europas von der „faschistischen Bestie“. Als 1965 die Sowjetunion eine große nationale und internationale Kampagne startete, um ihre Rolle als Befreier nicht in Vergessenheit geraten zu lassen, nahm die Volkskammer der DDR am 5. Mai 1965 ein „Manifest zum 20. Jahrestag der Befreiung“ an, in dem es hieß, dass die Völker der Sowjetunion die entscheidende Tat vollbracht haben bei der „Befreiung auch des deutschen Volkes von der braunen Pest“. 1973 erschien in der DDR das Buch des sowjetischen Verteidigungsministers A. A. Gretschko „Die Befreiungsmission der Sowjetstreitkräfte im Zweiten Weltkrieg“.

## Rezeption
- 2014, Alexander Kluge: 30. April 1945 – Der Tag, an dem Hitler sich erschoß und die Westbindung der Deutschen begann.
- 2015, Ausstellung Deutsches Historisches Museum Berlin: 1945.[13][14][15]